# Transport aérien à La Réunion

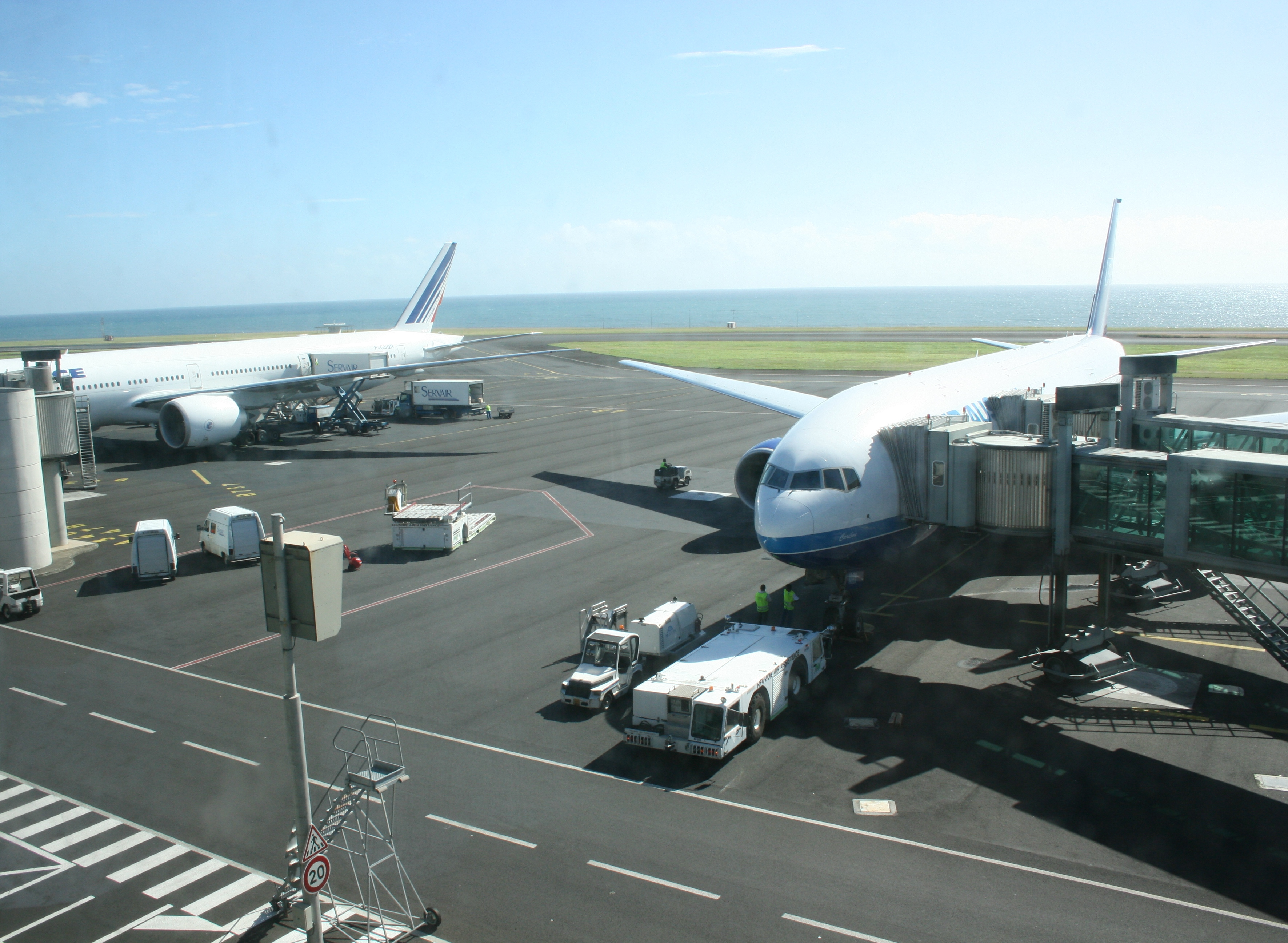
Des avions aux couleurs d'Air France et Air Austral stationnés face à l'aérogare de l'aéroport de La Réunion Roland-Garros.

Le transport aérien est, pour l'île de La Réunion, département d'outre-mer français dans le sud-ouest de l'océan Indien, un mode de transport considéré comme stratégique. De fait, il permet d'assurer une certaine continuité territoriale avec la France métropolitaine tout en déterminant par ailleurs la santé de l'industrie touristique locale, un secteur d'activité essentiel pour l'économie réunionnaise. 
Il s'organise autour de deux aéroports internationaux, l'aéroport Roland-Garros à Sainte-Marie, dans le nord, et celui de Pierrefonds, à Saint-Pierre, dans le sud-ouest. Sept compagnies aériennes les desservent, dont quatre françaises : Air Austral, Air France, Air Madagascar, Air Mauritius, Corsair International, et French Bee. 

Boeing 777-300ER Air France prêt au départ de l'Aéroport de La Réunion Roland-Garros

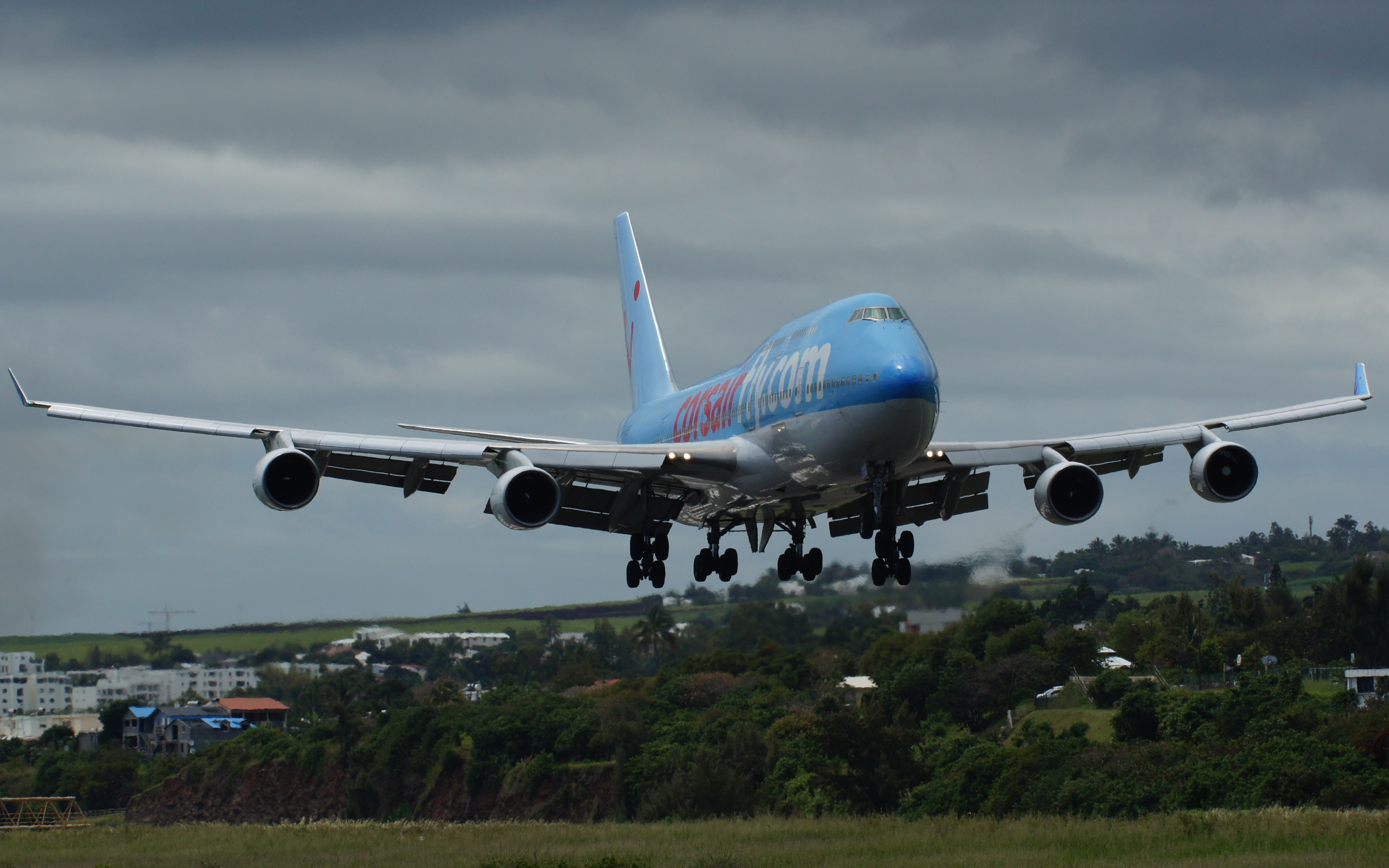
Boeing 747-400 Corsairfly à l'arrivée sur l'Aéroport de La Réunion Roland-Garros

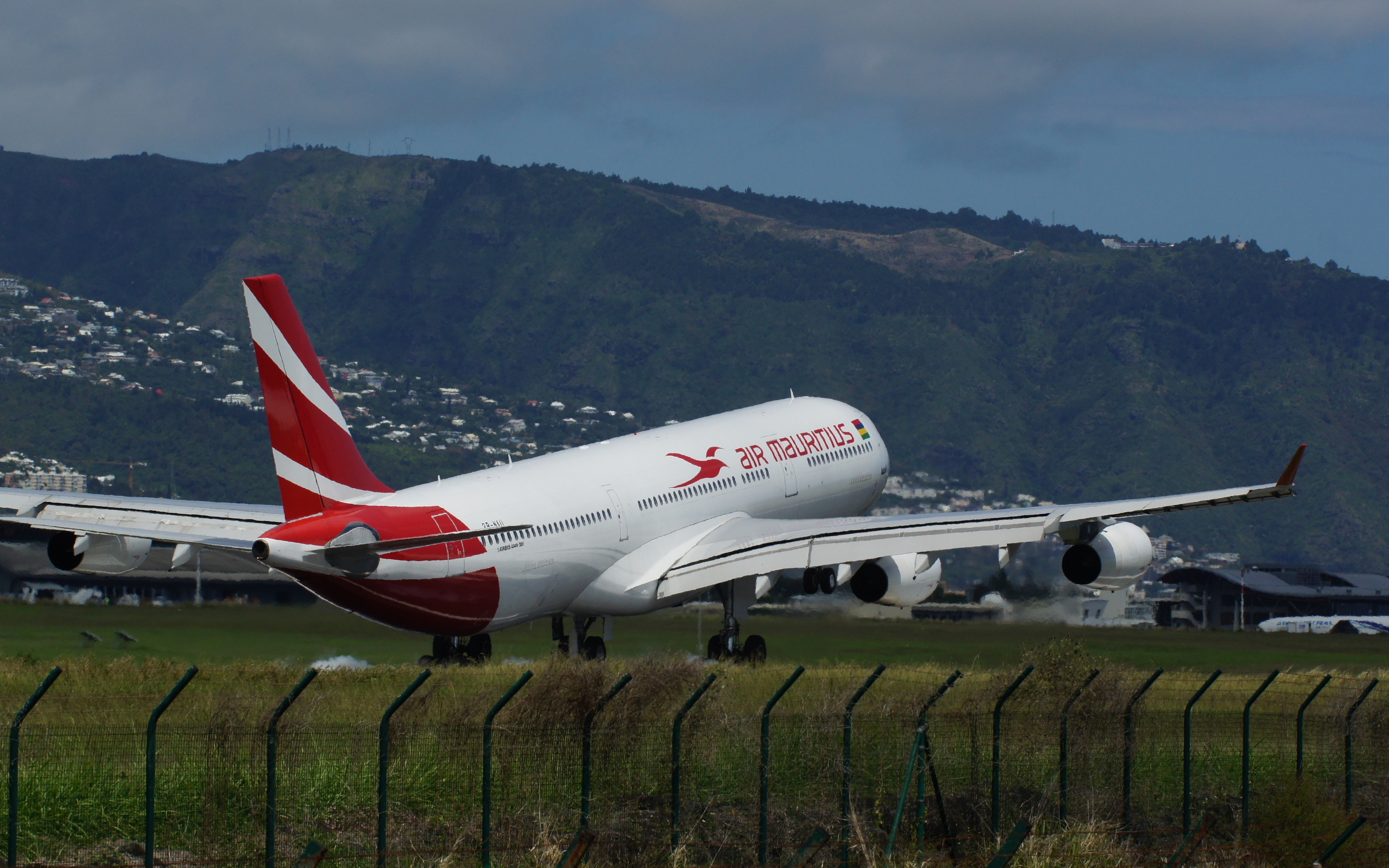
Airbus A340-300 Air Mauritius à l'arrivée sur l'Aéroport de La Réunion Roland-Garros

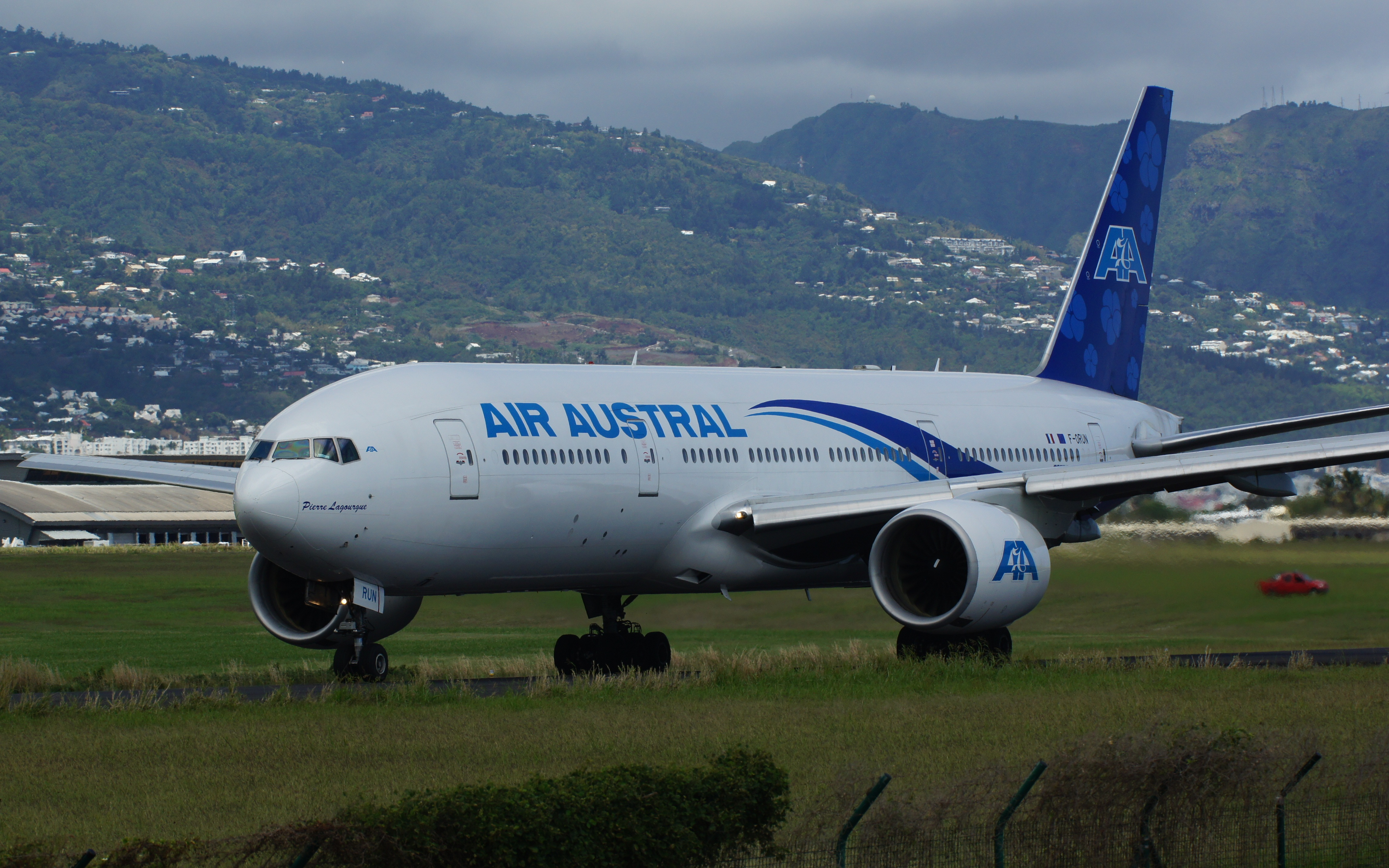
Boeing 777-200ER Air Austral au départ de l'Aéroport de La Réunion Roland-Garros

## Histoire
La Réunion entre dans l'histoire de l'aviation grâce à Marcel Goulette, qui est le premier à avoir posé un appareil sur cette île de l'océan Indien qui était encore, alors, une colonie française, le 26 novembre 1929. Néanmoins, des Réunionnais se sont déjà illustrés en aéronautique depuis longtemps déjà, Roland Garros ayant accompli la plupart de ses faits d'armes au début de la Première Guerre mondiale.